# Parcheesi
 (mai 2021).
Si vous disposez d'ouvrages ou d'articles de référence ou si vous connaissez des sites web de qualité traitant du thème abordé ici, merci de compléter l'article en donnant les références utiles à sa vérifiabilité et en les liant à la section « Notes et références ».
Le Parcheesi est l'adaptation américaine du jeu indien pachisi.
John Hamilton l'a tout d'abord enregistré sous le nom de Patchessi en 1867. En 1870, il a vendu les droits à un éditeur de jeux de société de New York qui deviendra par la suite Selchow and Richter et qui réenregistrera la marque en 1874. Le jeu reste toujours un grand succès aux États-Unis ainsi que dans beaucoup d'autres pays. Il apparaît notamment dans le film La Maison du lac.
On peut apercevoir le jeu, au sol, dans la maison de Shrek (dans le film "Shrek 2"), derrière l'Âne, dans les débuts du film.
Le jeu est de la même famille que le Jeu des petits chevaux français, le Pachisi indien et que le jeu allemand Mensch ärgere Dich nicht. Le jeu est également connu sous les noms de « Hâte-toi lentement » ou de « Rira bien qui rira le dernier ».
Les règles du Parcheesi sont un peu plus élaborées et tactiques que celles du Jeu des petits chevaux, ce qui explique que le jeu connaisse toujours un certain succès, même auprès de joueurs adultes.
Le jeu se joue sur un circuit de soixante-huit cases. Le but du jeu est de rentrer tous ses pions chez soi en premier.

## Règles

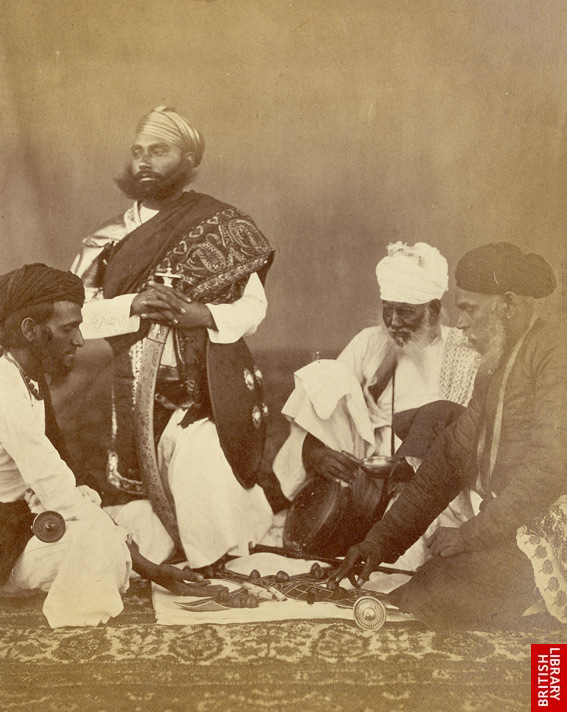
photographie par le britannique Eugene Clutterbuck Impey de rajputs jouant au pachisi en Inde en 1860

- Sur les 68 cases, douze de ces cases sont des cases refuges (indiquées par une case de couleur sur l'image illustrant cet article) où les pions ne peuvent pas être mangés par un pion adverse.
- Le joueur en bleu commence la partie.
- On tourne dans le sens des aiguilles d'une montre.
- On avance ses pions en lançant le dé chacun son tour. Un tour commence dès qu'un joueur a lancé le dé. Si un joueur se trompe et lance le dé avant un autre joueur par erreur, il doit passer son tour. Si un joueur lance le dé sur le rebord du jeu, il doit relancer son dé.  Si un joueur lance le dé à l'extérieur du jeu, il doit passer son tour. Si un joueur lance le dé et que le dé est cassé sur le rebord, il doit relancer le dé.
- Pour sortir de la maison, il faut faire un six ; la première fois que l'on fait 6, on doit sortir un pion. On est dans l'obligation de sortir un pion si un pion adverse occupe la maison lorsque l'on fait 6. Dans ce cas, le pion adverse est mangé et donne un bonus de 20 cases pour l'avoir mangé. Si l'on oublie de sortir son pion, le pion indûment joué à la place est "soufflé" : il rentre à la maison, dès lors qu'un autre joueur s'en aperçoit avant le prochain tour.
- Deux pions d'un même joueur qui sont sur la même case forment un barrage infranchissable (sauf si ce barrage est placé sur une case de sortie et que celui-ci tire un 6).
- Quand un joueur fait 6, il doit obligatoirement ouvrir son barrage. S'il oublie, le pion précédemment joué rentre à sa maison (si un joueur adverse arrive à le voir). Il avance de 6 cases quand il n'a pas sorti tous ses pions de sa maison et de 7 cases quand il a sorti tous ses pions. On peut faire un maximum de deux 6 d’affilée. Si l'on fait un troisième 6, le pion précédemment joué rentre à la maison (si un autre joueur s'en aperçoit avant le prochain tour) sauf si le pion joué est sur une case refuge.
- Pour rentrer son pion, il faut impérativement faire le chiffre exact. Si ce nombre est dépassé, on ne peut pas jouer avec ce pion.
- Si aucun pion ne peut être déplacé, le joueur passe son tour.
- Quand on utilise son pion en bonus, on doit avancer un autre pion de 10 cases.
- Manger n'est pas obligatoire, chaque joueur n'est pas dans l'obligation de manger, que ce soit d'un simple coup de dé, en mangeant en 20, ou encore en en mangeant en 10 avec son bonus. Quand on mange un pion adverse, on doit avancer de 20 cases un pion au choix.